# Jõgeva (município rural)
Jõgeva (em estoniano:  Jõgeva vald) é um município rural estoniano localizado na região de Jõgevamaa.